# Jakob Streitle
Jakob Streitle (* 11. Dezember 1916 in Ulm; † 24. Juni 1982) war ein deutscher Fußballspieler. Er kam von 1938 bis 1952 15 Mal für die A-Nationalmannschaft zum Einsatz.

## Spielerkarriere

### Vereine
Der aus Oberhausen bei Ulm stammende Streitle machte seine ersten fußballerischen Erfahrungen beim FC Wacker in München. Als Sechzehnjähriger wechselte er zum FC Bayern, wo er 1935 in der 1. Mannschaft debütierte. An der Seite der Mitspieler Josef Bergmaier, Ludwig Goldbrunner, Konrad Heidkamp, Franz Krumm und Wilhelm Simetsreiter belegte er mit den „Roten“ in der Gauliga Bayern in den Jahren 1936 und 1937 jeweils den dritten Rang. Mit seinem Verein konnte er auch in den folgenden Jahren nichts an der Vormachtstellung der Rivalen vom 1. FC Nürnberg, SpVgg Fürth, 1. FC Schweinfurt 05 und 1860 München ändern. Erst in den letzten Kriegsrunden – die Bayernliga war jetzt aufgeteilt – kam er mit dem FC Bayern wieder in der Tabelle nach vorne. In der Saison 1943/44 – Ex-Nationalspieler Konrad Heidkamp übte das Amt des Spielertrainers aus – holte er mit seinem Verein in Südbayern vor der KSG BC/Post Augsburg und 1860 München die Meisterschaft und war damit für die Endrunde um die deutsche Meisterschaft qualifiziert. Am 16. April 1944 verloren die Münchner aber die erste Partie in der Endrunde mit 1:2 Toren nach Verlängerung in der Kurpfalz gegen den VfR Mannheim. Während des Zweiten Weltkrieges war Streitle auch eine Zeit lang Gastspieler in Düren gewesen. Er spielte damals beim SC Borussia 1912 Freialdenhoven.
Ab der Wiederaufnahme des Spielbetriebs nach dem Ende des Weltkriegs gehörte der technisch versierte und ungemein zweikampfstarke Abwehrspieler wieder dem Spieleraufgebot des FC Bayern München in der Oberliga Süd an. Die beste Platzierung erlebte er gemeinsam mit seinen Mitspielern Hans Hädelt und Herbert Moll in der Runde 1948/49, als er mit dem FC Bayern hinter Meister Kickers Offenbach und Vize VfR Mannheim den dritten Rang belegen konnte. Damit waren die Münchner berechtigt ein Qualifikationsspiel zum Einzug in die Endrunde um die deutsche Meisterschaft gegen den FC St. Pauli auszutragen. Das erste Spiel gegen den Vertreter der Nord-Oberliga endete am 5. Juni 1949 in Hannover mit 1:1 Toren nach Verlängerung unentschieden. Am Tag darauf setzte sich St. Pauli im Wiederholungsspiel mit einem 2:0-Erfolg gegen den FC Bayern durch. Streitle war in beiden Spielen Akteur in der Defensive des Südvertreters. In der Oberliga hatte er alle 30 Ligaspiele absolviert und gehörte damit auch dem Siegerteam am 9. Januar 1949 an, das mit einem 7:0-Erfolg dem späteren süddeutschen Vizemeister und Deutschen Meister VfR Mannheim in München eine deutliche Niederlage zufügen konnte.
Den vom DFB in der Saison 1949/50 veranstalteten Länderpokal, dem Pokalwettbewerb für Auswahlmannschaften der Landesverbände – an dem erst- und letztmals Vertragsspieler spielberechtigt waren – gewann er mit der Auswahl Bayern am 19. März 1950 vor 89.000 Zuschauern in Stuttgart gegen die Auswahl Pfalz mit 2:0.
Jakl Streitle beendete seine Spielerkarriere zum Ende der Saison 1953/54 in der er verletzungsbedingt nur noch vier Ligaspiele bestreiten konnte. Am 9. Mai 1954 wurde er mit einem Abschiedsspiel gegen Manchester City mit dem deutschen Torwart Bernd Trautmann als Kapitän, das an der Grünwalder Straße vor 33.000 Zuschauern mit 3:3 endete, formell verabschiedet. Das Foto, auf dem er mit Trautmann Wimpel tauschte, ist wohl das älteste kursierende mit dem quasi derzeitigen Bayernwappen in Aktion.

### Nationalmannschaft
Der 21 Jahre alte Abwehrspieler des FC Bayern München, „Jakl“ Streitle stand erstmals für das Länderspiel am 14. Mai 1938 in Berlin gegen England im Aufgebot der deutschen Fußballnationalmannschaft. Trainer Sepp Herberger bestritt aber mit dem Schlussdreieck Hans Jakob, Paul Janes und Reinhold Münzenberg das Länderspiel. Am Tag danach, am 15. Mai testete Herberger den jungen Münchner im Spiel einer deutschen Auswahl gegen die Vereinsmannschaft von Aston Villa. Da Streitle auch beim zweiten Testspiel drei Tage später in Düsseldorf gegen die englische Profimannschaft an der Seite von Routinier Paul Janes einen nachhaltigen Eindruck erwecken konnte, nominierte Trainer Herberger den Münchner Verteidiger ohne Länderspiel für das 22er-Aufgebot zur Weltmeisterschaft 1938 in Frankreich. Im Wiederholungsspiel am 9. Juni in Paris in der WM-Vorrunde gegen die Schweiz, debütierte Streitle anstelle des Österreichers Willibald Schmaus als linker Verteidiger in der A-Nationalmannschaft. Bis zum 9. März 1941 – Länderspiel in Stuttgart gegen die Schweiz – absolvierte der Bayernspieler noch sieben weitere Länderspiele. In den zehn Länderspielen im Kriegsjahr 1942 – mit dem Spiel am 22. November in Pressburg gegen die Slowakei endete für acht Jahre die Aktivität der Nationalmannschaft – kam Streitle durch die Kriegsumstände bedingt, nicht mehr zum Einsatz.
Da er zu den Aktiven gehörte, die sofort nach dem Ende des Zweiten Weltkriegs in ihren Vereinen wieder mit dem Fußball beginnen konnten, gehörte „Jakl“ Streitle auch bereits im Jahre 1946 der Regionalauswahl von Süddeutschland an, die im März und Juni zwei Spiele gegen eine Westauswahl austrug. In beiden Begegnungen bildete er mit Helmut Schneider das Verteidigerpaar des Südens. 1948 und 1949 folgten weitere Repräsentativspiele mit Süddeutschland und nachdem Sepp Herberger wieder Ende Oktober 1949 als Nationaltrainer im Amt war, gehörte Streitle auch dem ersten Nachkriegslehrgang vom 14. bis 19. November 1949 in Duisburg zur Bildung einer neuen Fußballnationalmannschaft an. Neun Jahre nach seinem letzten Länderspiel – 9. März 1941 in Stuttgart gegen die Schweiz – bildete er zusammen mit dem Schalker Herbert Burdenski das deutsche Verteidigerpaar beim ersten Länderspiel nach dem Zweiten Weltkrieg am 22. November 1950 in Stuttgart gegen die Schweiz. Bis zum Länderspiel am 21. November 1951 in Istanbul gegen die Türkei fehlte der Routinier in keinem der ersten sechs Länderspiele nach dem Weltkrieg. Bei seinem 15. Länderspieleinsatz am 4. Mai 1952 in Köln gegen Irland übte er das Amt des Spielführers aus und fungierte, assistiert von den zwei Seitenläufern Josef Posipal und Erich Schanko, beim 3:0-Sieg als Mittelläufer. Da Streitle ab der Saison 1952/53 mit Knieverletzungen zu kämpfen hatte und nur noch sporadisch im Verein auflaufen konnte, war damit seine 14-jährige Länderspielkarriere beendet.

## Erfolge
- Länderpokal-Sieger 1950 (mit dem Landesverband Bayern)

## Trainerkarriere
Streitle, der 1952 die Fußball-Lehrer-Prüfung absolvierte, wurde nunmehr Jugendtrainer des Bayerischen Fußball-Verbandes.
Mit dem FC Bayern ging es einstweilen munter bergab. Der zu Saisonbeginn neu verpflichtete Trainer Georg Knöpfle – später Pokalsieger mit dem SV Werder Bremen und erster Bundesligameister mit dem 1. FC Köln – wurde nach dem 14. Spieltag nur wenige Tage vor Weihnachten entlassen. Bayern machte nun Bertl Moll zum neuen Trainer und Streitle sollte ihn, so weit es ihm seine Verpflichtungen beim BFV erlaubten, dabei unterstützen den mit vier Punkten Rückstand auf den rettenden 14. Platz auf dem 16. und damit letzten Platz lungernden FC Bayern vor dem ersten Abstieg der Vereinsgeschichte zu bewahren. Bis Ende Januar verdoppelten die Bayern zwar die Anzahl ihrer Siege auf sechs und verdreifachten bis zum Saisonende ihre Unentschieden auf drei, doch die Sache ging in die Hose und nach dem 32. Spieltag waren die Bayern mit elf Punkten Rückstand auf den 14. Letzter.
Streitle selber spielte dabei noch sieben Mal für die Bayern. Das erste Mal davon gleich am zweiten Weihnachtsfeiertag 1954, wo ein 2:1-Heimsieg gegen den VfB Stuttgart noch Hoffnungsfreude vermittelte, und ebenso bei den zwei weiteren Bayernsiegen im Januar gegen den Karlsruher SC und den KSV Hessen Kassel. Des Weiteren aber nur noch Niederlagen, wie auch beim letzten offiziellen Spiel seiner Karriere am 20. Februar 1955, wo die Münchner mit 1:3 bei Jahn Regensburg unter die Räder kamen und alle Hoffnung fahren lassen mussten.
Von 1945 bis 1955 absolvierte Jakl Streitle für Bayern München in der Oberliga Süd 217 Pflichtspiele. Das einzige Tor in diesen Spielen erzielte er bereits 27. Spieltag der der ersten Nachkriegssaison, am 26. Mai 1946, als er beim 5:1 gegen den BC Augsburg einhäuselte. Die Schau wurde ihm da allerdings vom Hans Holzmüller gestohlen, der gleich viermal traf.
Für Streitle selbst war aber das Jahr 1955 nicht so schlecht: als Nachfolger des überraschend zurückgetretenen Alv Riemke wurde er neuer Verbandstrainer des BFV. Mit der Amateurauswahl des Freistaates gewann er am 2. Juli 1955 mit einem 5:2-Sieg über Westfalen im Augsburger Rosenaustadion den Amateur-Länderpokal des DFB, was für Bayern der vierte Titel in Serie war. Streitle blieb Verbandstrainer bis zum 1. Mai 1960. Sein Nachfolger wurde Horst Stürze, der das Amt über 25 Jahre hinweg bekleiden sollte.
Jakl Streitle trainierte 1960/61 den Zweitligisten TSV 1861 Straubing, der am Saisonende mit einem Punkt Abstand auf den 16. Platz Vorletzter wurde und damit nach einem Jahrzehnt in der II. Division Süd in die Amateurliga Bayern abstieg.

## Sonstiges
Streitle hatte zuerst eine Ausbildung zum Feinmechaniker durchlaufen, war als Verlademeister tätig und wurde dann als Jugendtrainer – er hatte 1952 die Fußball-Lehrer-Prüfung absolviert – in die Dienste des Bayerischen Fußballverbandes übernommen.
Nach seinem Ableben wurde er auf dem Friedhof am Perlacher Forst in München beerdigt. Sein Grab liegt in Reihe 1 auf dem Feld 72.